# 하시모토 마사카즈
하시모토 마사카즈(일본어: 橋本 昌和)는 일본의 애니메이션 감독이다.